# Little James
Little James er en komposition af Liam Gallagher, forsanger i Oasis. Nummeret, som er skrevet til hans stedsøn; dengang han endnu var gift med Patsy Kensit, indgår på udgivelsen Standing on the Shoulders of Giants (2000). En demo optagelse af nummeret findes på et bootleg fra SOTSOG-indspilningerne. Liam Gallagher udtaler sig bl.a. om nummeret på showet MTV RTL, New York. 

## Eksterne links
- http://www.mrmonobrow.dsl.pipex.com/monobrow/giants.htm Arkiveret 15. juni 2007 hos  Wayback Machine – informationer om demo bånd
- https://www.youtube.com/watch?v=-BjdtTfMrrA